# Алі-Баба

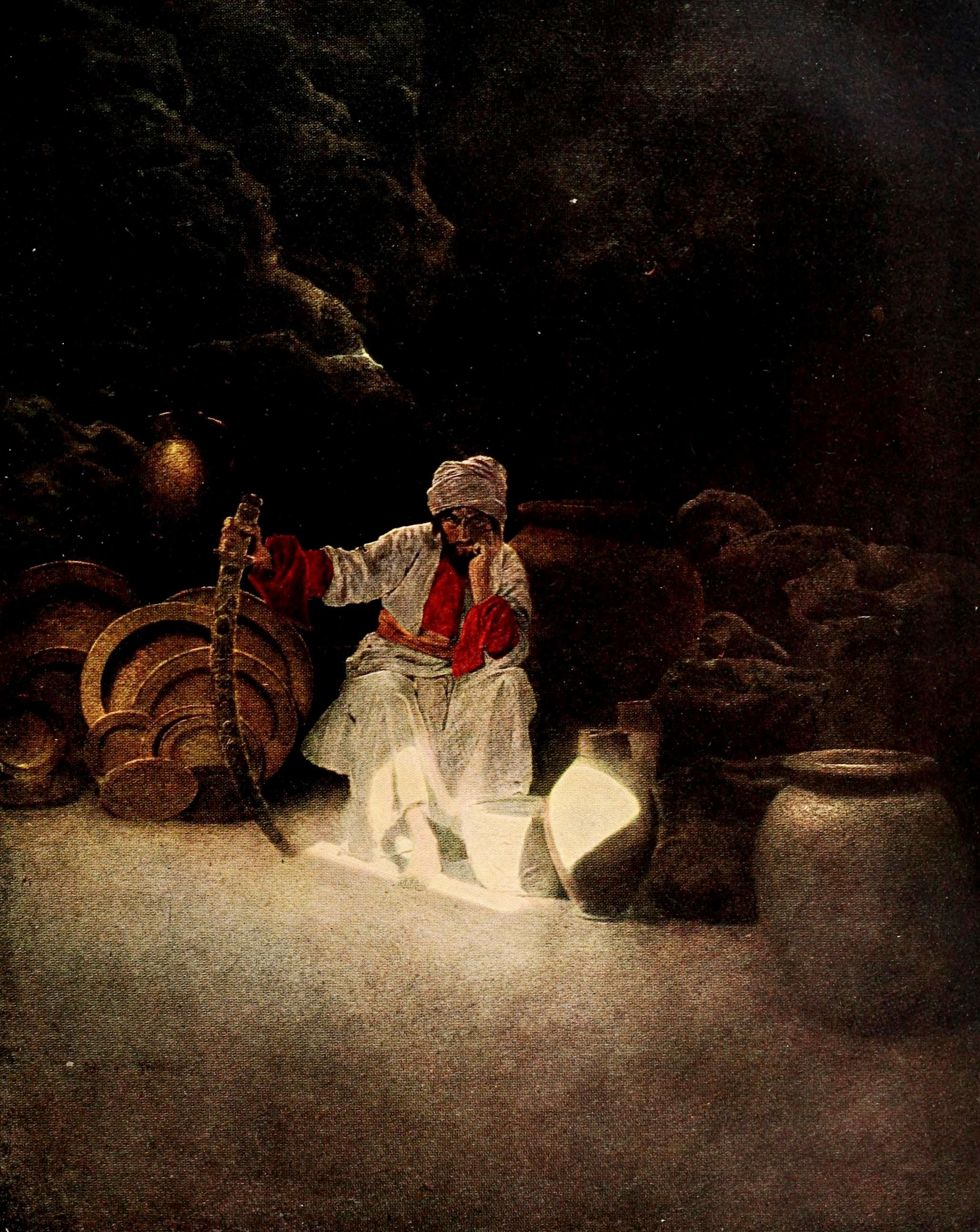
Максфілд Перріш «Алі-Баба», 1909

Алі-Баба (араб. علي بابا) — персонаж арабського (іракського) фольклору, історія про котрого увійшла до збірки «Казки тисяча і однієї ночі». Найвідоміша казка «Алі-Баба і сорок розбійників». В Європі казка з'явилася у XVIII столітті у французькій обробці (звідси заклинання з іменем «Сезам»). Алі-Баба має успішнішого брата Касима й дружину Зейнаб. Працюючи лісорубом, Алі-Баба несподівано дізнається таємницю чарівної печери, де розбійники ховають свої скарби, і казково збагачується.
На честь Алі-Баби названо найбільший кратер Енцелада.
| Піноккіо | Це незавершена стаття про літературного персонажа. Ви можете допомогти проєкту, виправивши або дописавши її. |